# Brytfrekvens

Bodediagram för ett lågpassfilter, med brytfrekvensen markerad.

Brytfrekvens är den frekvens vid vilken ett filter dämpar dubbelt så mycket som i passbandet det vill säga där signalen har dämpats med 3 dB.